# Fatehabad (Uttar Pradesh)
Fatehabad – miasto w północnych Indiach w stanie Uttar Pradesh, na Nizinie Hindustańskiej.
Populacja miasta w 2001 roku wynosiła 19 318 mieszkańców.